# Kairska citadela
Kairska citadela ali Saladinova citadela v Kairu (arabsko قلعة صلاح الدين Qala'at Salāḥ ad-Dīn) je srednjeveška islamska utrdba v Kairu v Egiptu. Lokacija, na hribu Mokattam v bližini centra Kaira, je bila nekoč znana po svežem vetru in obsežnem razgledu na mesto. Zdaj je ohranjena zgodovinska lokacija z mošejo in muzeji. Leta 1976 jo je Unesco razglasil kot zgodovinsko mesto Kairo, ki je bilo »novo središče islamskega sveta in doseglo zlato dobo v 14. stoletju«, za del svetovne dediščine, na površini 523,66 ha. 

## Zgodovina

### Srednji vek
Citadelo je fortificiral kurdski vladar iz rodbine Ajubidov Salah al-Din (Saladin) med letoma 1176 in 1183, da bi jo zaščitil pred križarji . Le nekaj let po tem, ko je premagal Fatimidski kalifat, se je Saladin odločil zgraditi obzidje, ki bi obvarovalo tako Kairo kot Fustat. Saladin je zapisal: »Z obzidjem bom naredil dve mesti Kairo in Fustat kot edinstveno celoto, tako da ena vojska lahko brani obe in verjamem, da je dobro, da jih obkrožim z enim samim zidom od obale do obale Nila«. Citadela bi bila središče tega. Učinkovitost položaja citadele je bila zgrajena na izviru pod hribom Muqattam, ki je otežil napad, še bolj dokazano z dejstvom, da je ostala srce egipčanske vlade do 19. stoletja . Citadela je postala sedež vlade, ko se je egipčanski vladar Isma'il Paša preselil v novo zgrajeno palačo Abdin v soseski Ismailija v 1860-ih. Medtem ko je bila Citadela dokončana leta 1183-1184, je bilo Saladinovo obzidje v izgradnji še leta 1238, dolgo po njegovi smrti.
Za oskrbo z vodo je Saladin zgradil 85 metrov globok Jožefov vodnjak  (tako imenovan, ker je bil Saladinovo rojstno ime Yūsif), in ga je še danes mogoče videti. Ta vodnjak je znan tudi kot Spirala, ker je dostop sestavljen iz 300 stopnic, narejenih okrog notranjosti vodnjaka. Ko je voda prišla do površine, je tekla v Citadelo po vrsti akvaduktov. V času vladavine al-Nasirja Muhammeda, Jožefov vodnjak ni uspel zagotoviti dovolj vode za številne živali in ljudi, ki so živeli v citadeli. Da bi povečal količino vode, je Nasir zgradil vodovodni sistem, sestavljen iz številnih vodnih koles na Nilu, s pomočjo katerih je voda prešla na obzidje in nato v Citadelo po Saladinovem omrežju.
Izboljšave oskrbe z vodo niso bile samo Nasirjeva dopolnitev Citadele, ki je bila med mameluškim obdobjem predmet številnih različnih dodatkov. Najbolj opazen prispevek Nasirja je bila mošeja. Leta 1318 je Nasir rekonstruiral ajabidsko strukturo in jo spremenil v mošejo imenovano po njem. Struktura je bila še dodatno dopolnjena leta 1335. Drugi prispevki v Citadeli med Nasirjevo vladavino je južni zaprt prostor (dokončal je Saladinovo severno obzidje) in stanovanjsko območje s prostorom za harem in dvorišče. Pred Nasirjevim delom na Citadeli, so Baybari zgradili dvorano pravičnosti in hišo zlata.

### 19. stoletje
Citadela se včasih imenuje tudi citadela Mohameda Alija (arabsko قلعة محمد علي Qala'at Muḥammad'Alī), ker vsebuje mošejo, ki jo je na vrhu citadele zgradil Mohamed Ali Paša med letoma 1828 in 1848.
Ta osmanska mošeja je bila zgrajena v spomin na Tusun pašo, drugega sina Mohameda Alija, ki je umrl leta 1816. Vendar pa predstavlja tudi prizadevanja Mohameda Alija za izbris simbolov dinastije Mameluk, ki jo je zamenjal. Ko je osmanski vladar Mohamed Ali Paša prevzel nadzor nad Mameluki leta 1805, je spremenil številne dodatke k Citadeli, ki so odražali prejšnje voditelje v Kairu. Ena očitna sprememba je povezana z uporabo severnih in južnih zaprtih prostorov. Med obdobjem Mamelukov je bil južni ograjen prostor stanovanjsko območje, vendar je Mohamed Ali vzel severni ograjen del kot kraljevo rezidenco, ko je prevzel oblast. Zatem je javnosti odprl južno dvorano in učinkovito uveljavil svoj položaj novega voditelja .
Mošeja je druga značilnost Citadele, ki odraža vladavino Mohameda Alija. Ta značilnost, s svojo veliko kupolo in očitno otomanskim vplivom na arhitekturo, sije nad Citadelo še danes. Predhodno uničenje palače Mamelukov je omogočilo prostor za čudovito mošejo, ki je bila največja struktura iz začetka 19. stoletja. Postavitev mošeje na prostoru, kjer so nekoč vladali Mameluki, je bil očiten napor, da bi izbrisali spomin starejših vladarjev in zagotovili pomen novega voditelja. Mošeja je tudi zamenjala mošejo al-Nasirja kot uradna državna mošeja.

## Mošeje
Na Citadeli so tri glavne mošeje:
- Mošeja Mohameda Alija

Mošeja je bila zgrajena med letoma 1830 in 1848, čeprav ni bila dokončana do vladavine Said Paše leta 1857. Arhitekt je bil Yusuf Bushnak iz Carigrada in njegov model je bila mošeja Sultana Ahmeda v tem mestu . Mohamed Ali Paša je bil pokopan v grobnici, izklesani iz marmorja iz  Carrare, na dvorišču mošeje. Njegovo telo je bilo preneseno sem iz Hawsh al-Basha leta 1857.
- Mošeja Al-Nasir Muhammada

Zgrajena leta 1318, med zgodnjim obdobjem mameluške rodbine Bahri , kot kraljeva mošeja, kjer so sultani Kairu opravljali svoje petkove molitve in je današnja hipostilna mošeja še vedno podobna videzu iz leta 1300, čeprav so bila izvedena številna popravila. Odprta je za javnost, čeprav jo turisti redko obiskujejo. Dele stavbe, ki se opira na ometano zidovje, so okrepili. Poskušali so tudi obnoviti svetlo-modro barvo stropa .
- mošeja Sulajmana Paše

Zgrajena leta 1528, je bila prva od mošej v osmanskem slogu. Zgrajena je bila na ruševinah stare mošeje Abu Mansur Qusta.

## Muzeji
V Citadeli so tudi muzeji:
- Muzej v palači Al-Gawhara

Znana tudi pod imenom palača Bijou, je palača in muzej, ki jo je naročil Mohamed Ali Paša leta 1814. Zasnovali in izdelali so jo obrtniki iz različnih držav, med njimi tudi Grki, Turki, Bolgari in Albanci. Uradni divan Mohamed Ali ali dvorana za občinstvo, kjer je paša sprejemal goste, vsebuje 1000-kg lestenec, ki mu ga je poslal Ludvik-Filip Francoski. Palača vsebuje tudi prestol Mohameda Alija Paše, ki je bil dar italijanskega kralja .
- Muzej kočij

Odprt leta 1983, ima zbirko edinstvenih kraljevih kočij, ki so pripisane različnim zgodovinskim obdobjem, od vladavine Ismaila paše do vladavine kralja Faruka, poleg druge zbirke edinstvenih starin, povezanih s kočijami.
- Egiptovski vojaški muzej

Uradni muzej egiptovske vojske je bil ustanovljen leta 1937 v stari stavbi vojnega ministrstva v centru Kaira. Kasneje je bil premaknjen na začasno lokacijo v okrožju Garden City v Kairu. Novembra 1949 je bil muzej premeščen v palačo Haram na Citadeli. Od leta 1982 in leta 1993 je bil večkrat obnovljen .

## Galerija
- Kairska citadela 2010
- Razglednica s Citadelo in mošejo Mohameda Alija
- Citadela v 19. stoletju
- Na poti med starim in novim Kairom, Citadela, mošeja Mohameda Alija in grobovi Mamelukov , Louis Comfort Tiffany, c. 1872
- Tržnica, 1907